# Tractat de Butre
El Tractat de Butre entre les Províncies Unides dels Països Baixos i Ahanta va ser signat a Butre, Costa d'Or Neerlandesa, el 27 d'agost de 1656. El tractat regulava la jurisdicció dels Països Baixos i la Companyia Neerlandesa de les Índies Occidentals sobre el poble de Butre i la regió limítrofa d'Ahanta Septentrional i va crear un protectorat neerlandès a l'àrea. El tractat es va mantenir en efecte fins a la sortida dels Països Baixos de la Costa d'Or a l'abril de 1872.

## Antecedents
La nació de Ahanta, situada en el que avui dia és la Regió Occidental de la República de Ghana, representava a un poder regional en la forma d'una confederació de cacicats que havien entrat en contacte amb les nacions europees que s'havien assentat a la Costa d'Or per realitzar comerç.
A mitjan segle disset els dos competidors europeus a l'àrea eren la Companyia Neerlandesa de les Índies Occidentals i la Companyia Sueca d'Àfrica. Els neerlandesos havien estat actius a Athana i s'havien assentat a la regió limítrofa de Axim des de 1642, i els suecs havien establert un lloc de comerç des de Butre el 1650. Els poders europeus es van aliar amb els estats africans i els caps tribals per guanyar un domini sostenible a l'àrea.
Amb la intenció de desplaçar als suecs de Butre, els neerlandesos van realitzar diverses aliances estratègiques amb els cacicats d'Ahanta i l'estat d'Encasser, una entitat política de la qual es coneix molt poc.
Després que els neerlandesos van expulsar els suecs de Butre, el director general de la Companyia Neerlandesa de les Índies Occidentals, amb les seves oficines centrals a Sant Jordi de la Mina al centre de la Costa d'Or, van decidir que seria beneficiós negociar un tractat amb els líders polítics locals per poder establir una relació pacífica a llarg termini. Els líders d'Ahanta van trobar que també era beneficiós per a ells signar aquest acord. El tractat de 1656 va marcar el pas definitiu de la jursidicció de l'àrea a mans europees a la zona fins a 1872.
El tractat i les condicions del protectorat van resultar ser molt estables, en part molt probablement perquè els neerlandesos mai van tenir intencions d'interferir en els assumptes dels estats Ahanta, amb l'excepció de la població de Butre, on van construir un fort (Fort Batenstein). El tractat pot ser interpretat com un tractat d'amistat i cooperació, en lloc d'un tractat per a l'establiment d'un protectorat neerlandès. Els neerlandesos van treballar molt propers al cacic local, el qual era el segon en la línia de lideratge polític del que més tard es coneixeria com el Regne d'Ahanta i tenia la seva capital al poble costaner de Busua.
En 1837 el rei d'Ahanta, Baidoo Bonsoe II, es va rebel·lar contra el govern neerlandès i va matar diversos oficials, incloent-hi el governador que en aquells dies era Hendrik Tonneboeijer. El govern neerlandès va utilitzar el tractat com la base per a una acció militar, enviant així una força expedicionària a Ahanta. El rei Baidoo Bonsoe II va morir en la guerra resultant. Els neerlandesos van reorganitzar l'estat d'Ahanta després de la rebel·lió, nomenant al cacic de Butre com regent, mantenint al país sota un minuciós control amb una major presència militar i civil.
Quan els neerlandesos van transferir les seves possessions en la Costa d'Or als britànics el 6 d'abril de 1872, el tractat de 1656 encara es trobava vigent, havent regulat les relacions entre els Països Baixos i el poble d'Ahanta per més de 213 anys. El tractat és un dels més antics i que més temps es van mantenir en funcionament entre un estat africà i un estat europeu.
En prendre possessió de la colònia neerlandesa, els britànics van assumir totes les seves obligacions legals, incloent els tractats i contractes existents. Després de la transferència, els britànics van començar a desenvolupar les seves pròpies polítiques per les seves, ara unificades, possessions de la Costa d'Or. Ahanta es va resistir al poder britànic, portant al fet que la Royal Navy bombardegés Butre en 1873 per sotmetre'ls políticament. En 1874 el Regne Unit va declarar a tota la Costa de l'Or -incloent a Ahanta- una colònia de la corona, de iure i de facto, concloent així totes les obligacions legals i diplomàtiques anteriors.

## Contingut

### Títol
El títol del tractat és "Dedicació d'Ahanta Septentrional i Butre" (en neerlandès: Opdracht van Hooghanta ende Boutry), el qual de fet ja indica la naturalesa del contracte, que és l'establiment d'un protectorat.

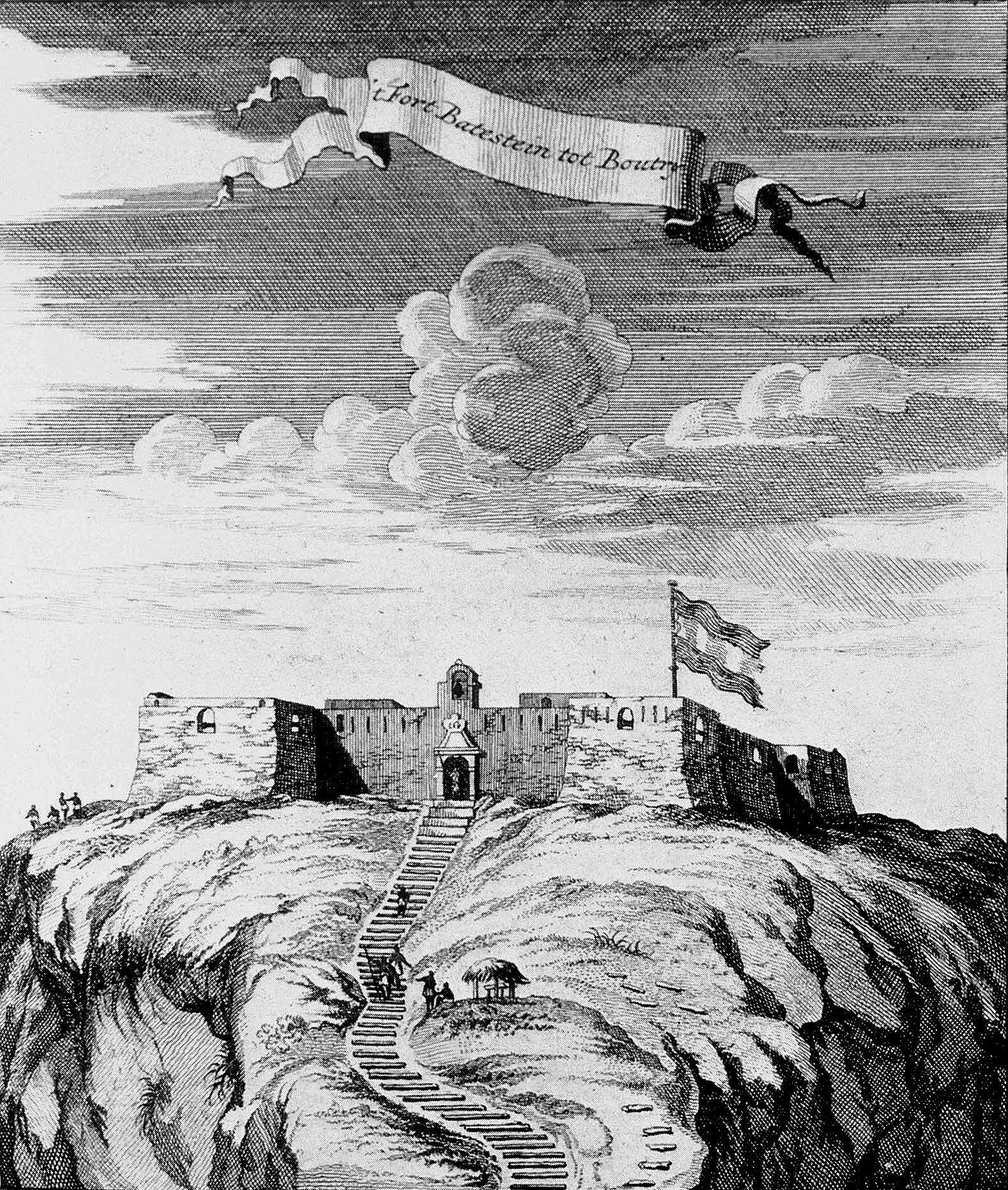
Fort Batenstein a Butre, quarter general neerlandès a Ahanta (Costa d'Or Neerlandesa). Litografia de 1709

### Lloc i data
El tractat va ser signat per les delegacions ahanta i neerlandesa a Butre el 27 d'agost de 1656 i es va fer efectiu en forma immediata.

### Parts signatàries
Les parts signatàries en el costat neerlandès eren: La Companyia Neerlandesa de les Índies Occidentals, en nom d'ella mateixa, i a través del seu director general en representació dels Estats Generals dels Països Baixos, el poder sobirà del país, en nom de les Províncies Unides. Els signataris van ser Eduard Man, fiscal, i Adriaan Hoogenhouck, comissionat al servei de la Companyia Neerlandesa de les Índies Occidentals.
Per part del poble Ahanta, les parts eren Cubiesang, Aloiny, Ampatee i Maniboy, els "cacics de l'estat Anta". També van ser signataris del tractat, altres com Ladrou, Azizon, Guary, i Acha. Harman van Saccondé, Menemé i Rochia, "capità de Butre" són esmentats com a signataris addicionals en el tractat, i van ratificar el mateix, juntament amb Tanoe.

### Condicions
Sent una dedicació, el tractat és bastant unilateral quant als seus termes. Els Ahanta declaraven que degut les bones relacions que s'havien forjat entre el govern neerlandès i el poble veí d'Axim, i a causa de les adverses circumstàncies creades per la guerra amb Encasser, es va decidir convidar al director general neerlandès a Elmina a visitar Butre perquè "accepti prendre possessió del que se li havia ofert". Ahanta es va posar sota la protecció tant dels Estats Generals dels Països Baixos com de la Companyia Neerlandesa de les Índies Occidentals. Això es va fer amb la condició que els neerlandesos fortifiquessin i defensessin els llocs que estaven sota la seva protecció, i mantinguessin a Ahanta allunyada del perill de qualsevol guerra.